# Lombäcken
Lombäcken är en liten by i Bodens kommun cirka två mil från Boden. Lombäcken har en befolkning på 28 bofasta invånare. Det finns en byaförening i Lombäcken som rustat upp den gamla skolan, som tidigare var mjölnarbostad i Selets bruk. Selets bruk har haft en viktig roll för bygden, och det finns knappt 100 kolmilor som täckte järnbrukets behov.Grannbyar är Mockträsk i Bodens kommun och Selet i Luleå kommun.